# Sint-Christoffelpolder
De Sint-Christoffelpolder (ook: Kristoffelpolder) is een polder gelegen ten zuiden van Watervliet die in totaal 522 hectare groot is. In het jaar 1499 werd deze ingepolderd in opdracht van Hiëronymus Lauweryn. Het zuidelijk deel van Watervliet ligt in de polder, waaronder de kerk. De polder grenst ten noorden aan de Sint-Annapolder en de Sint-Barbarapolder, ten oosten aan de Laurijnepolder en de Sint-Jorispolder, ten zuiden de Hellepolder en de Foscierenpolder en ten westen de Mariapolder en de Jeronimuspolder.